# Марш, Тони
Тони Марш (англ. и фр. Tony Marsh, родился 12 августа 1972 в Роторуа) — новозеландский и французский регбист, игравший на позиции центрального, ныне инструктор по фитнесу.

## Биография
В начале 1990-х годов Тони играл за команды «Манурева» и «Ардмор» до того, как попасть в Чемпионат провинций в состав команды «Каунтиз». В 1996 году он пришёл в команду «Блюз» и выиграл серию Супер Регби в 1997 году, через год он снова выиграл Супер Регби уже в составе «Крусейдерс» и стал единственным регбистом-победителем Супер Регби в составе как минимум двух команд. В 1998 году Тони переехал во Францию и вошёл в состав «Клермон Овернь», играя за его состав с 1998 по 2007 годы. Две игры провёл за сборную новозеландских маори.
В 2001 году Тони получил гражданство Франции и получил право играть за её сборную, дебютировав в конце 2001 года в тест-матче против ЮАР. В 2002 году он выиграл Кубок шести наций и Большой шлем. В 2003 году у Тони был диагностирован рак яичек, и ему пришлось пройти курс химиотерапии. Тони справился с болезнью и к чемпионату мира 2003 года уже был готов, сыграв на том турнире шесть матчей (сборная финишировала 4-й). В 2004 году он провёл последний матч за сборную против Новой Зеландии.
В 2007 году Тони выиграл Европейский кубок вызова и завершил свою карьеру. После окончания игровой карьеры он устроился работать физиотерапевтом в «Клермон-Овернь», а спустя несколько сезонов вернулся на родину и открыл свой фитнес-клуб.

## Достижения
- Победитель Супер Регби: 1997, 1998
- Победитель Кубка Франции: 2000/2001
- Победитель Европейского кубка вызова: 2006/2007